# Cromix
O Cromix da Cromemco, é um sistema operacional UNIX. Na prática é o único sistema operacional UNIX que roda com sucesso na plataforma Z80.